# Мурад V
Мура́д V (осман. مراد‎ / Beşinci Murat; 21/22 сентября 1840, Чыраган, Стамбул — 29 августа 1904, там же) — султан Османской империи, правивший в мае — августе 1876 года, старший сын султана Абдул-Меджида I.
В правление своего дяди Абдул-Азиза Мурад рассматривался османскими либералами как наиболее приемлемый преемник султана. В последние годы правления Абдул-Азиза наследник попал под подозрение в участии в заговоре против султана. Мурад был помещён под постоянное наблюдение и, опасаясь быть убитым, пристрастился к алкоголю и начал испытывать психическое расстройство. В 1876 году заговорщики возвели Мурада на престол, однако последующее убийство смещённого Абдул-Азиза привело к окончательному ухудшению психического здоровья Мурада V. Он был смещён собственным братом Абдул-Хамидом II всего через девяносто три дня после восшествия на престол, так и не пройдя церемонию опоясывания мечом. Бывший султан вместе с семьёй был помещён во дворец Чыраган, где провёл почти двадцать восемь лет. Хотя предпринимались попытки его освобождения, сам Мурад предпочитал оставаться в заключении. Он умер в Чырагане от сахарного диабета в 1904 году.

## Биография

### Ранние годы

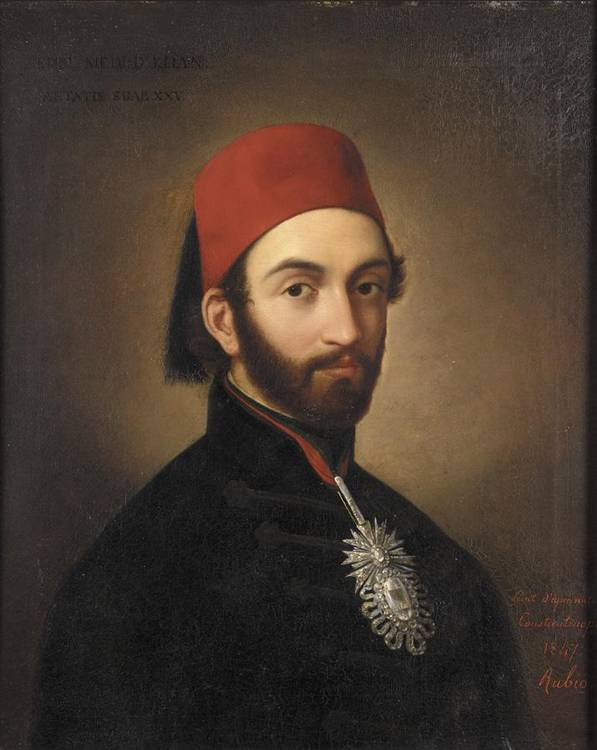
Отец Мурада султан Абдул-Меджид I

Мехмед Мурад родился в понедельник в 10 часов утра 21 (по другим данным — 22) сентября 1840 года в старом султанском дворце Чыраган в Стамбуле и был старшим сыном султана Абдул-Меджида I; матерью наследника была вторая жена Абдул-Меджида — черкешенка Шевкефза.
Абдул-Меджид I, у которого до этого рождались только дочери, получил благую весть о рождении долгожданного сына от кизляра-аги, находясь в хаммаме. По традиции, в момент получения новости о рождении султан должен был одарить вестника ценным подарком, однако, поскольку Абдул-Меджид находился в хаммаме, он не смог этого сделать и счёл это дурным предзнаменованием для новорождённого. Тем не менее, в честь рождения Мурада были устроены пышные торжества. В старом дворце Чыраган был проведён традиционный праздник Веладет-и Хюмаюн; мать шехзаде получила подарки от матери султана валиде Безмиалем-султан, которая также раздала золотые монеты в гареме. Для маленького наследника были изготовлены амулет от сглаза с бриллиантами, светильник, серебряные шпоры и серебряный ночной горшок. Во дворце устраивали празднования с музыкой, а поэты соревновались между собой, кто лучше сможет воспеть эти события.
Несмотря на наличие многочисленных детей у Абдул-Меджида I, у Мурада была только одна полнородная сестра — Алие, которая умерла, не достигнув возраста двух лет; позднее Мурад назовёт в память о сестре свою младшую дочь.

### Образование и воспитание
О детстве Мурада информации крайне мало, однако известно, что Абдул-Меджид, рассчитывавший, что Мурад в будущем станет султаном, придавал большое значение его образованию и воспитанию и желал привить сыну чувство справедливости и воспитать в нём патриотизм. Сыновья султанов получали образование под присмотром учителей в специальных классах во дворце Топкапы. Приступали к обучению после церемонии благословения (бед-и бесмеле), проведённой султаном. Мурад приступил к подготовке к этой церемонии в очень юном возрасте, а сама она была проведена в понедельник 20 сентября 1847 года в Хайдарпаше, когда шехзаде было 7 лет. Обучение начиналось с изучения Корана и, вместе с Мурадом, к нему приступили его единокровные сёстры и брат Абдул-Хамид.
Мурад обладал острым умом и, благодаря отцу, получил хорошее образование от лучших умов своего времени. Он изучал родной язык, а также арабский и французский языки, османскую историю, естественные науки и философию. Кроме того, в раннем возрасте наследник увлёкся рисованием и музыкой, к нему были приставлены два итальянца, Гвателли и Доницетти, обучавшие мальчика игре на фортепиано и западной музыке. В религиозных учениях помимо шейх-уль-ислама Хайруллы-эфенди Мурада наставлял Топаль Сулейман-эфенди, арабскому и хадисам шехзаде обучал шейх Хафиз-эфенди, османскому — Герданкыран Омер-эфенди, каллиграфии — Казаскер Мустафа Иззет-эфенди, французскому — мсье Гарде, Ибрагим Эдхем-паша и Мехмед Савфет-паша, персидскому — Али Махви-эфенди. Мурад также брал уроки игры на скрипке у Хидайет-бея. Учителем мальчика в военном деле стал Мехмед Намык-паша. Кроме того, Мурад некоторое время брал уроки поэзии у своих друзей Зии-паши и Намыка Кемаля. К живописи, архитектуре и музыке Мурад имел особый интерес: он рисовал эскизы, занимался столярным делом и сочинял композиции для фортепиано. Абдул-Меджид, заинтересованный в образовании Мурада, имел обыкновение опрашивать сына по пройденным урокам дважды в неделю. Сам Мурад, став немного старше, постоянно закупал в европе литературные издания и философские книги и с упоением читал их.
Мурад получил воспитание и образование, присущее европейским принцам; таким образом, вероятно, выражались прозападные настроения его отца-султана. В результате Мурад и сам имел европейское мышление. К тому же, он стал первым шехзаде эпохи Танзимата, при котором в султанской семье вырос авторитет европейских культуры и искусства. Вероятно, в качестве отражение такого образа жизни сам Мурад, а также его братья и сёстры использовали в своей переписке роскошные бумагу и конверты, содержащие первую букву их имен латинскими буквами с изображением короны над ней. С другой стороны, традиция использования латинской буквы в качестве фирменного бланка была широко распространена в этот период, а сам Мурад также использовал в качестве фирменного бланка начальную букву своего имени «М» с богато украшенной цветочной вязью и полумесяцем. К тому же, учитывая мультикультурный состав Османской империи, такое подражание иностранной культуре являлось вполне нормальным.

### Вопрос престолонаследия

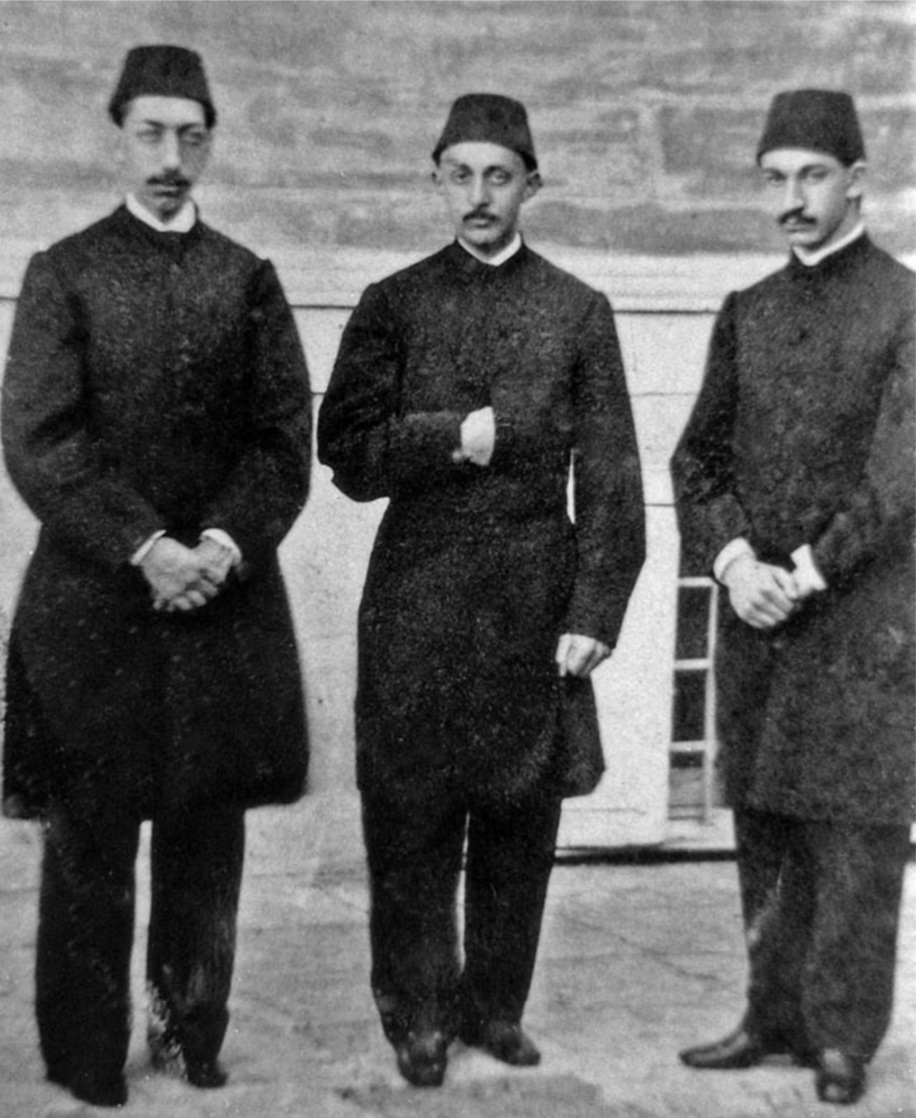
Шехзаде Мехмед Решад, Мехмед Мурад и Ахмед Кемаледдин приблизительно в 1870 году

Мурад, унаследовавший от матери красоту лица, вёл вольную жизнь европейского принца, не свойственную османскому шехзаде. Его часто можно было найти в залах Стамбула, где собиралось высшее общество, интеллигенция и иностранцы. Он уделяет много внимания своей одежде, которую шили по последней парижской моде. При этом Мурад участвовал во многих церемониях вместе с отцом, где впечатлял окружающих своим внешним видом. Он был в центре внимания социальных кругов, где был популярен западный стиль. Абдул-Меджид брал его с собой в свои рабочие поездки и отправлял в качестве своего представителя на острова Средиземноморья и Эгейского моря в июне 1850 года и в Салоники в июле 1859 года. Таким образом, султан стремился познакомить сына со страной и дать ему административный опыт, поскольку Мурад на тот момент являлся вторым наследником престола после Абдул-Азиза.
Абдул-Меджиду пришла в голову мысль изменить действовавший в то время порядок наследования престола. Он поделился с британским послом Каннингом своим мнением об отмене системы Эршед и Экбер и введении метода передачи власти от отца к сыну. Посол Каннинг же ответил, что «Нельзя пренебрегать принцами, которым таким образом отказывают в правах. Они непринуждённо могут бывать друг у друга. В этом случае в их среде может возникнуть претендент на трон. Одна из сильных сторон этого государства в том, что у султана нет соперников». В конечном итоге, султан и сам отказался от этой идеи, поскольку посчитал почти невозможным уговорить чиновников изменить систему престолонаследования, действовавшую к тому моменту около 250 лет. Однако сама мысль о смене принципа престолонаследия не покидала султана. А когда однажды наследник Абдул-Азиз принёс в качестве атийе (тур. atiyye — «пожертвование, дар») кошель с золотом в полицейский участок в Бейлербейи, Абдул-Меджид заподозрил, что шехзаде хотел подкупить солдат с целью захватить трон и утвердился в мысли, что его брат — недостойный наследник. Султан даже обсуждал с Решидом-пашой возможность отправки Абдул-Азиза в Триполи в качестве губернатора, однако был отговорён от этой идеи.
Некоторые государственные деятели поддерживали идею возвести на престол Мурада V вместо Абдул-Азиза и изменить порядок престолонаследия. Среди этих чиновников оказались Сераскер Рыза-паша, его брат Рыфат-бей и Башмабейнджи Ахмед-бей; свидетели утверждали, что Рыфат-бей, брат Сераскера Рызы-паши, несколько раз проводил секретные встречи по этому вопросу в своем особняке в Ускюдаре, и даже на одной из встреч он был главным переводчиком французского посла. Джевдет-паша писал, что приближённые падишаха в его отсутствие говорили о возведении на престол Мурада-эфенди вместо Абдул-Азиза-эфенди. Ходили слухи также, что даже мать Мурада Шефкевза связывалась с иностранными послами по поводу джюлюса сына. Абдул-Азиз, с другой стороны, расследовал эти слухи. Хотя ему сказали, что они не были подлинными, его подозрения сохранялись из-за деликатности вопроса. Однако, как сообщал граф де Кератри, Абдул-Азиз опросил племянника и был удовлетворён объяснением Мурада.
Отец Мурада до конца жизни вынашивал план по изменению системы престолонаследия, что подтверждается тем фактом, что Абдул-Меджид вопреки протоколу взять сына с собой во время визита в Ираклион, а также намерением назначить Абдул-Азиза губернатором Триполи. Однако дальнейшие события разрушили эти планы. В возрасте двадцати лет 2 февраля 1861 года Мурад стал отцом в первый раз — его вторая жена Рефтарыдиль родила сына Мехмеда Селахаддина. Пять месяцев спустя от туберкулёза умер отец Мурада султан Абдул-Меджид I. По случаю похорон Абдул-Меджида во дворце Топкапы собрались высокопоставленные лица государства. Тогда же было обнаружено, что имя Абдул-Азиза не было указано в свидетельстве (бюллетене) о присутствии при извещении о смерти правителя, однако оно было записано позже. Это означало, что когда писались бюллетени, было неясно, кто унаследует трон. Хотя Абдул-Азиз был объявлен султаном 25 июня 1861 года, возможное правление Мурада всё ещё тайно обсуждалось в высших кругах. В конечно итоге, сам Мурад был назван наследником султана.

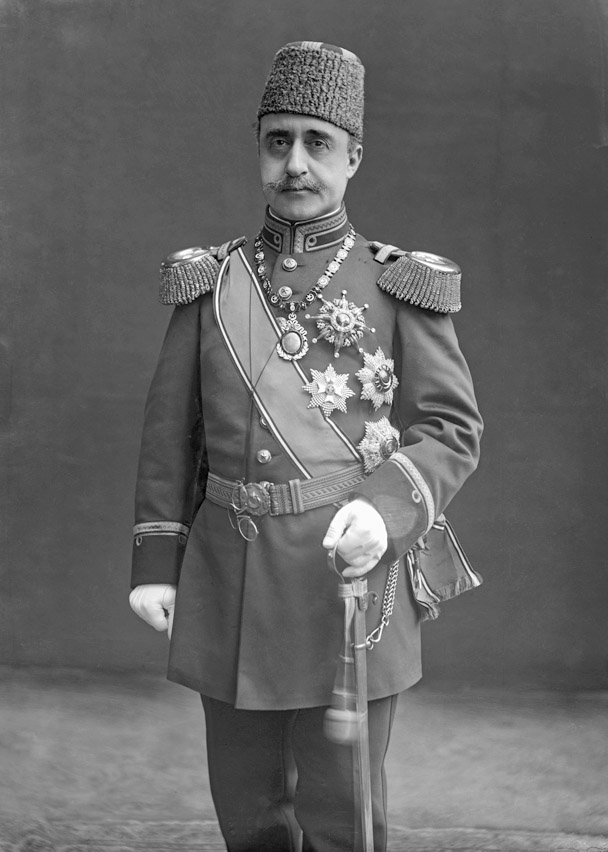
Юсуф Иззеддин-эфенди, сын Абдул-Азиза, которого султан желал видеть своим наследником

Сам Абдул-Азиз также, как и отец Мурада ранее, желал видеть наследником собственного сына Юсуфа Иззеддина-эфенди. На это указывает тот факт, что его сыну были присвоены воинские звания, он принимал участие в различных церемониях, был в курсе всех политических событий, а также, благодаря манёвру отца, получил медаль, переданную Мураду итальянским королём Виктором Эммануилом II через генерала Пралормо. Кроме того, Юсуф Изеддин просил отца назначить его губернатором Египта, и Абдул-Азиз одобрил эту идею, считая, что таким образом шехзаде научится управлять страной. И хотя вся эта ситуация вела к объявлению введения нового принципа престолонаследия, в действительности этот проект реализован не был, поскольку сановники посчитали, что это приведёт к смуте в стране. Государственные деятели полагали, что Абдул-Азизу гораздо полезней было фактически подготовить сына к восшествию на престол, не объявляя о смене наследника. В действительности, все эти действия Абдул-Азиза в отношении престолонаследия были продиктованы страхом государственного переворота, однако в дальнейшем они поспособствовали свержению Абдул-Азиза в 1876 году. С другой стороны, все эти события негативно повлияли и на Мурада: в 1865—1868 годах он консультировался с русским послом Игнатьевым по поводу возможного бегства из страны.

### Наследник престола
После официальной присяги султан Абдул-Азиз пригласил Мурада и его единокровного брата Абдул-Хамида во дворец Долмабахче и обратился к ним со следующими словами: «Я не причиню вам хлопот. Как я путешествовал во времена вашего отца, так и вы должны путешествовать так, как подобает султану-мудрецу. По пятницам ходите в мечеть по вашему выбору и молитесь. В другие дни читайте и пишите». Мураду же он сообщил следующее: «После меня ты пройдешь этот трудный путь, ты должен работать, воспитывать себя и учиться». Абдул-Азиз выделил племянникам покои во дворце и позволил Мураду пользоваться его паромом. Кроме того, в качестве своего расположения 23 февраля 1867 года Мураду и Абдул-Хамиду был вручён орден Меджидие.
Несмотря на то, что Мурад имел покои в Долмабахче, в бытность свою шехзаде он предпочитал проживать в своём особняке в Курбагалыдере́, Кадыкёй, который ему также выделил Абдулазиз. Во дворце Долмабахче он предпочитал заниматься делами, кроме того, он время от времени бывал в особняке в Несбетие. В противоположность новому султану Мурад окружил себя интеллектуалами — как заезжими европейцами, так и османами, искавшими пути укрепления государства. В Курбагалыдере наследника часто навещал его младший единокровный брат Мехмед Решад-эфенди, обожавший Мурада, несмотря на то, что не разделял его пристрастия ко всему европейскому. Сложными были отношения у Мурада с Абдул-Хамидом, которого, наследник считал чрезмерно честолюбивым; крайне опасные рассуждения Абдул-Хамида развлекали наследника, и он любил шутить на этот счёт, что немало злило Абдул-Хамида. Кроме того, по словам Мехмеда Решада, Абдул-Хамид пытался внести разлад между султаном и наследником и очернить Мурада перед Абдул-Азизом.
Отношения с султаном у наследника были весьма напряжёнными. Кризис доверия между султаном Абдул-Азизом, пытавшимся защитить свое правление и желавший видеть своим наследником сына с одной стороны и наследным принцем Мурадом-эфенди, видевшим себя настоящим наследник престола и подумывавшем убить своего дядю с другой стороны оказывал влияние на их отношения на протяжении всего правления Абдул-Азиза. Опасаясь за свою жизнь, Мурад установил слежку за дядей-султаном. Главным доносчиком наследника стал главный секретарь Абдул-Азиза Зивер-бей. Тем не менее, в первые годы правления Абдул-Азиз предоставил племяннику большую свободу. В дальнейшем, когда Абдул-Азиз стал получать сведения о том, что Мурад и Абдул-Хамид занимаются политикой, султан стал видеть в них соперников и угрозу своему правлению. Мехмед Решад так описывает реакцию брата на введённые султаном ограничения: «Однажды, когда я пришёл в покои Мурада, я увидел, что он очень зол на султана Азиза; указав на кинжал рядом с собой, он сказал: „Однажды я пойду и проткну его большой живот этим кинжалом“. Я ответил: „Молодец, брат, ты его убьешь, в отместку убьют и тебя; Хамид-эфенди взойдёт на престол. Таким образом, ты сослужишь хорошую службу Хамиду, которого ты не любишь“». Эти слова наследного шехзаде, сказанные в момент гнева, показывают, в каком напряжении находился Мурад.
Кроме того, в последние годы правления Абдул-Азиза его отношения с наследником окончательно испортились, поскольку Мурад стал рассматриваться сановниками как альтернатива Абдул-Азизу. Сам же Мурад к этому времени стал поддерживать связь с иностранными правителями, что также трактовалось султаном в пользу заговора против него. Так, на пятом году правления Абдул-Азиза наследник вёл переписку с Наполеоном; в одном из сохранившихся писем Мурад лестно высказывается как о правители Франции, так и о стране в целом, и делает акцент на политической воле отца, согласно которой он должен взойти на престол. Таким образом, наследный шехзаде хотел заручиться поддержкой Франции и, следовательно, Запада как пребывая в статусе наследника, так и во время своего правления, хотя в качестве причины он ссылается на волю своего отца. В другом своём письме к Наполеону, написанном после 1863 года, Мурад сокрушается, что не может сохранить за собой дом в Париже и чаще бывать там, поскольку это навредит его будущему, а также просит прислать человека, который сможет в будущем организовать поездку Мурада в Париж, если представится такая возможность.

### Заграничные поездки с султаном
Как наследник Абдул-Азиза Мурад вместе с султаном с официальным визитом посетил Египет в 1863 году и Европу в 1867 году.
Поездка в Египет султана и наследника была организована по приглашению Исмаила-паши и носила чисто политический характер. 3 апреля 1863 года, в пятницу, состоялась церемония прощания во дворце Долмабахче, после чего морем османская делегация отбыла в Египет. Султан Абдул-Азиз со своей свитой, в число которой вошёл и его сын Юсуф Иззеддин, отплыл из Стамбула на корабле «Фейзиджихад», Мурад с братьями Абдул-Хамидом и Мехмедом Решадом, а также врачом Каполеоне-эфенди — на корабле «Меджидие».
Будучи в Лондоне, Мурад сблизился с наследником британского престола Эдуардом, принцем Уэльским; сближение это произошло, вероятно, на почве масонства, к которому, по мнению гёзде Мурада Филизтен-ханым, принадлежали оба наследника. Мурад, находившийся под влиянием греческого семейства масонов Скальери и Мидхата-паши, проникся прогрессивными либеральными идеями и при их содействии присоединился в 1872 году (автор статьи о Мураде V в «Исламской энциклопедии», Джевдет Кючюк, указывает точной датой вступления 23 октября 1872 года) к грекоязычной ложе Константинополя, управлявшейся масонской организацией «Великий восток Франции»; Авакян, автор статьи «Масонство в рядах Иттихад ве Теракки», опубликованной в армянском академическом журнале «Вестник общественных наук», указывает, что «низложенный в 1876 г. султан Мурад V имел титул мастера стула».

### Последние годы Абдул-Азиза
В начале 1870 годов Мурад полностью отстранился от автократического правления своего дяди. Как отмечали братья Мурада, примерно в это же время будущий султан пристрастился к алкоголю. Во время его юности свободу Мурада ничто не ограничивало, и он проявлял признаки того, что сможет стать хорошим правителем. В связи с этим многие либерально настроенные политики страны, такие как Мидхат-паша, возлагали на наследника большие надежды. Тем более, что к этому моменту империя столкнулась сразу с несколькими трудностями (Кандийское восстание в 1866—1869 годах, потеря Белграда в 1867 году и другие), которыми султан не интересовался. Однако в последние годы правления Абдул-Азиза Мурад попал под подозрение в участии в заговоре с целью свержения султана, которое поддерживали Великие державы. Подозрения были небезосновательными: Мурад был близко знаком с Намык Кемалем и другими участниками молодого движения «Новые османы», с которым наследник связывался через своего личного врача Каполеоне-эфенди. Кроме того, вероятно, он был посвящён в планы заговорщиков Мидхатом-пашой. Как бы то ни было, наследник оказался под бдительным наблюдением и стал всерьёз опасаться за свою жизнь, что привело к пристрастию к алкоголю и нервным припадкам.

### Правление

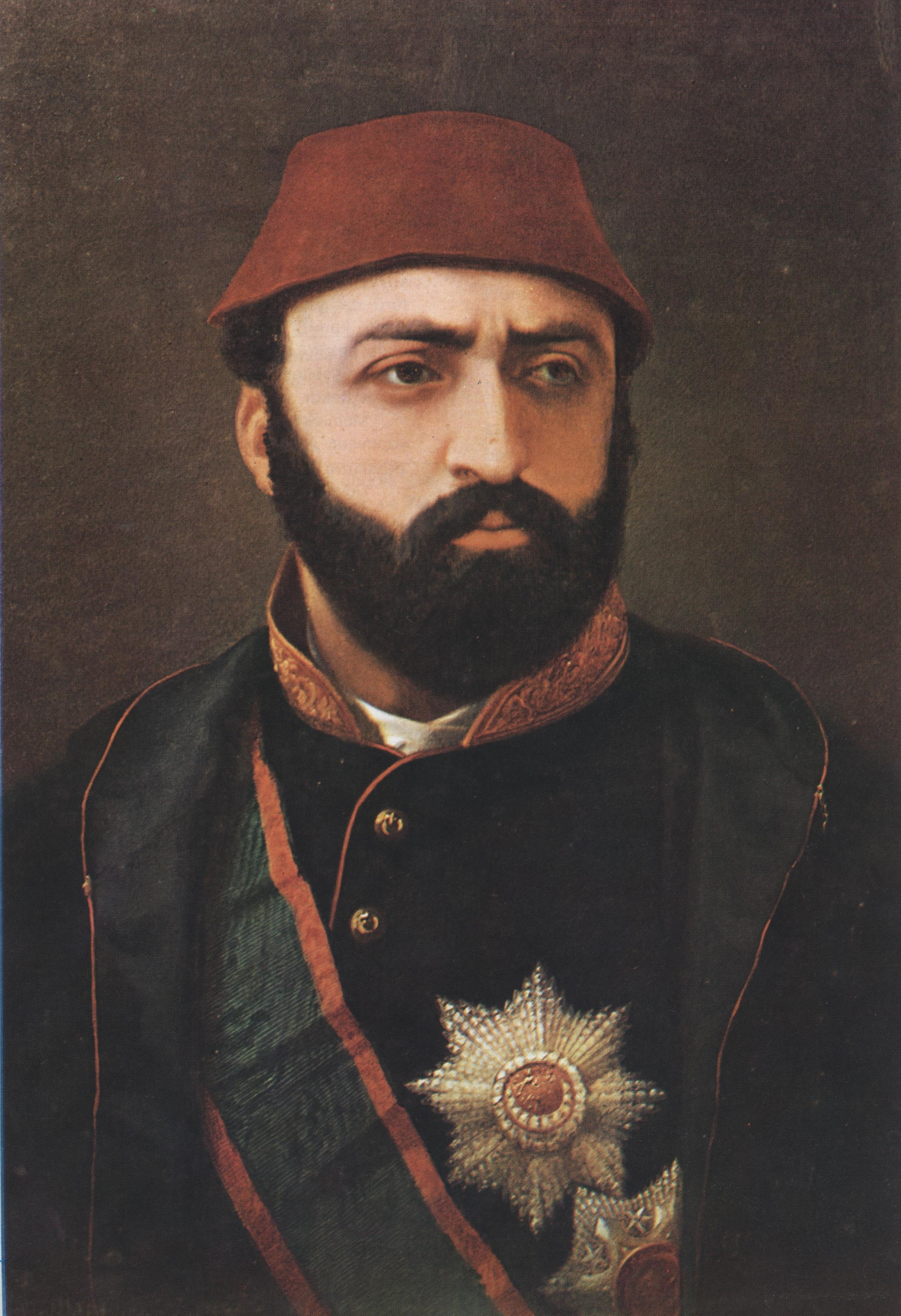
Султан Абдул-Азиз, которому наследовал Мурад V после переворота

10 мая 1876 года заговорщики, возглавляли которых бывший и будущий великий визирь Мютерджим Мехмед Рюшди-паша, военный министр Хусейн Авни-паша, шейх-уль-ислам Хасан Хайруллах-эфенди и министр без портфеля Мидхат-паша, начали действовать. 12 мая заговорщиками был созван совет, который постановил, что Абдул-Азиз более не способен занимать султанский трон. Мурад не только знал о происходящем, но и одобрил смещение дяди. В ночь с 29 на 30 мая Абдул-Азиз оказался заблокирован во дворце Долмабахче — были перекрыты все входы и выходы — и оказался полностью отрезан от внешнего мира. Сразу после этого батальон, сформированный из курсантов военной академии, под командованием Назыры Сулеймана-паши отправился на виллу наследника, чтобы доставить Мурада в султанский дворец.
Мурад, не знавший о том, что батальон призван охранять его, опасаясь того, что заговор провалился и его могут арестовать, отказался впустить их на виллу. Лишь связавшись с Хусейном Авни, Мурад покинул виллу на карете. В пути, во время грозы и проливного дождя, Мурад несколько раз сменил карету, чтобы избежать провокаций. Затем морем (наследника также несколько раз пересаживали в разные лодки) Мурад прибыл на площадь Беязыт, откуда каретой был доставлен к воротам Сераскера. Здесь ожидавшие Мурада великий визирь, шейх-уль-ислам и другие сановники присягнули ему на верность как новому султану. В это же время Абдул-Азизу была зачитана фетва, на основании которой он был смещён; в фетве говорилось, что султан не интересуется государственными делами, поэтому не должен занимать трон. Параллельно шло разграбление имущества семьи бывшего султана; часть ценностей перешла во владение матери Мурада V, новой валиде Шевкефзы-султан, и погашения долгов самого Мурада V, другая часть оказалась в руках сановников, участвовавших в заговоре. Абдул-Азиз был вывезен во дворец Топкапы, когда новый султан прибыл в Долмабахче, а затем с позволения Мурада V и его советников перебрался с семьёй в выбранный им дворец Ферие.
Хотя к моменту восшествия на престол Мурада V его психическое состояние уже было нестабильно, в целом он чувствовал себя довольно хорошо. Для утверждения в качестве султана Мураду была устроена повторная церемония принесения присяги, которую пришлось сократить из-за опасений, что султану может стать плохо. Кроме того, Мурад так и не прошёл церемонию опоясывания мечом Османа в Эюпе — аналог европейской коронации. Вместе с тем появились первые разногласия в совете заговорщиков, возведших Мурада V на османский трон: из всей верхушки ярым сторонником демократии был только Мидхат-паша, остальные же высказывались за продолжение действия старого режима. Хусейн Авни и вовсе повёл себя как диктатор: по его приказу без его ведома из султанского дворца никто не мог выйти, как никто не мог и войти в него.
4 июня 1876 года во дворце Ферие был найден мёртвым бывший султан Абдул-Азиз; тело Абдул-Азиза было обследовано несколькими врачами, и официально было объявлено, что свергнутый султан совершил самоубийство, перерезав вены на запястьях. Мурад V был шокирован случившимся; психическое состояние нового султана всерьёз обеспокоило его министров и семью. Вместе с тем за рубежом появились слухи, что Абдул-Азиз был убит по приказу Мурада V. Хотя поведение Мурада говорило о том, что он не был причастен к смерти дяди, расследование, проведённое в 1881 году по приказу султана Абдул-Хамида II, показало, что именно Мурад был заказчиком убийства Абдул-Азиза I. 11 июня в Ферие была найдена мёртвой одна из жён Абдул-Азиза, черкешенка Несрин Кадын-эфенди; в ночь на 16 июня её брат, Черкес Хасан-бей, желая отомстить за сестру, ворвался в особняк Мидхата-паши с целью убить государственных чиновников, совершивших переворот. Там он убил пятерых человек, в числе которых оказался военный министр Хусейн Авни-паша, после чего был схвачен, подвергнут суду и казнён. Нападение на людей, приведших его к власти, ввело Мурада V в глубокую депрессию, окончательно подорвавшую его психическое здоровье.
Состояние султана постепенно становилось достоянием общественности. Церемонии, в которых требовалось участие султана, становились всё короче по времени и всё меньше по количеству. На первой после смерти Абдул-Азиза пятничной молитве в Ая-Софье Мурад V потерял сознание и был перевезён во дворец Йылдыз, откуда, придя в себя, вернулся в Долмабахче. Ко второй пятнице состояние Мурада стало ещё хуже, и он не смог присутствовать в мечети. Султан заперся во дворце и никого не принимал. В третью пятницу Мурад, в нарушение всех традиций, был доставлен в ближайшую малую мечеть, где и провёл церемонию пятничной молитвы, что разочаровало улемов. После церемонии султан вернулся в свои покои и, не раздеваясь, лёг спать; утром слуги обнаружили в покоях разбитое стекло, которым Мурад пытался убить себя. Правительство пыталось скрыть состояние Мурада V, однако успеха не добилось.
К султану круглосуточно были приставлены несколько слуг, его обследовали несколько врачей и в конечном итоге, по рекомендации английского врача, из Вены был вызван известный психиатр Максимилиан Лейдесдорф. В отчёте личный врач Мурада Каполеоне-эфенди писал Лейдесдорфу: «По моим наблюдениям, умственное состояние его величества султана значительно потрясено вследствие расстройства нервной системы. Причина этого расстройства должна быть приписана, во-первых, более чем трёхнедельному заключению, которое султан, будучи ещё принцем Мурадом, должен был перенести, в продолжение которого он был в постоянном страхе за свою жизнь. Преследуемый этою мыслью, он постоянно прибегал к средствам заглушить её, и тогда-то, несмотря на все убеждения врачей, он предавался чрезмерному употреблению спиртных напитков». Лейдесдорф заключил, что если излечение для султана возможно, то очень нескоро; также он рекомендовал поместить Мурада на несколько месяцев в психиатрическую клинику, однако министры ждать не могли.
Заговорщики, приведшие Мурада к власти, окончательно разочаровались в нём. Великий визирь Мютерджим Мехмед Рюшди-паша вынес на обсуждение с другими сановниками вопрос о назначении регентом при Мураде V его единокровного брата и наследника Абдул-Хамида, однако тот отказался получить только тень от власти будучи регентом. В итоге 30 августа 1876 года было принято решение о смещении с трона Мурада V в пользу Абдул-Хамида II; на следующее утро была оглашена фетва, объявлявшая султана неспособным управлять государством вследствие психической болезни. Правление Мурада продлилось всего девяносто три дня — кратчайшее правление в истории Османской империи; из этих девяносто трёх дней в здравом уме султан пробыл только семь.

### Последующие годы

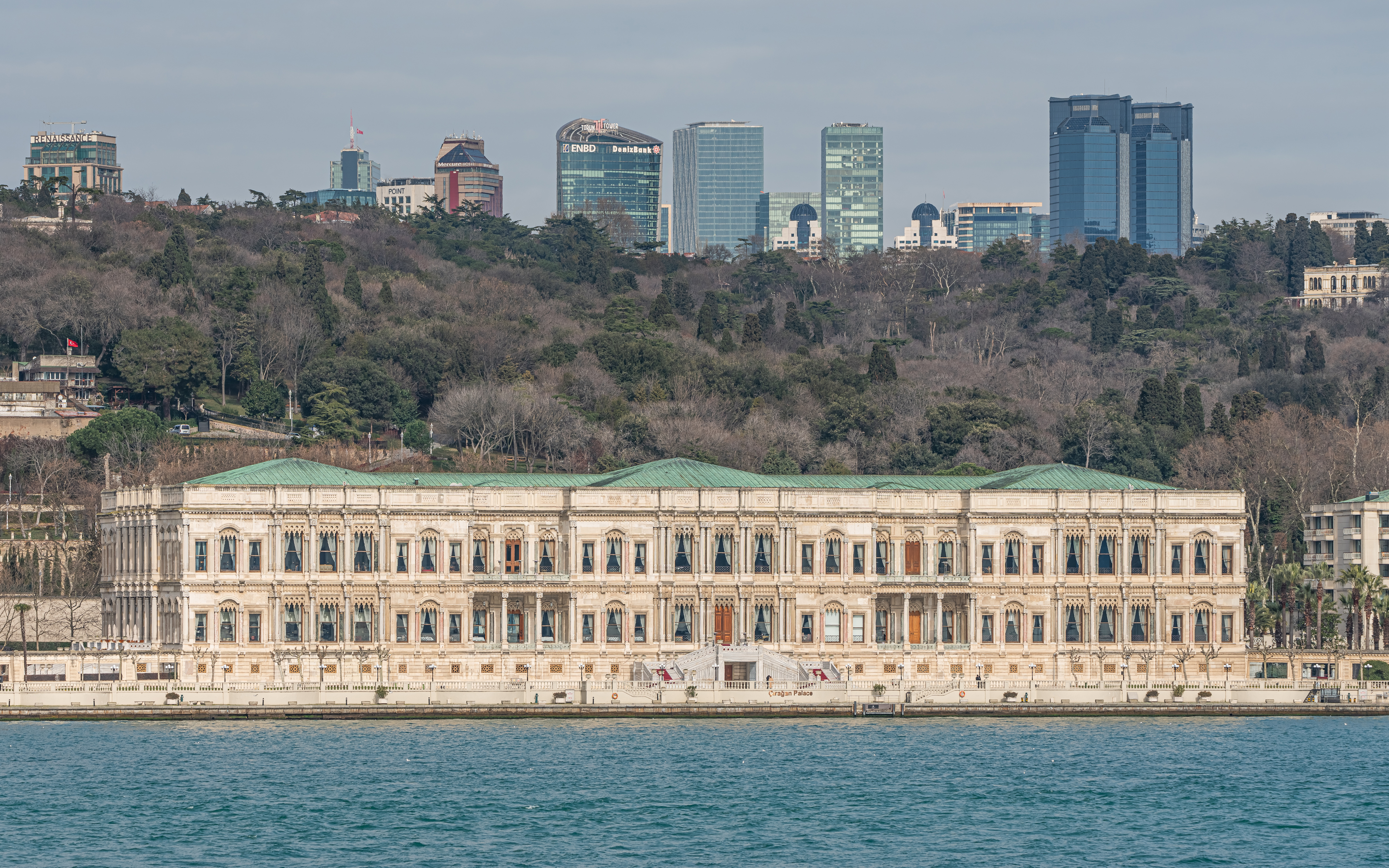
Восстановленный дворец Чыраган, в котором Мурад V жил после свержения

31 августа 1876 года Мурад V с семьёй и слугами под конвоем был отправлен во дворец Чыраган. Многие современники Мурада полагали, что его ждёт та же участь, что ранее постигла его дядю Абдул-Азиза, однако он оставался в живых после свержения на протяжении двадцати восьми лет. Джевдет Кючюк, автор статьи о Мураде V в «Исламской энциклопедии», считал, что именно членство в масонской ложе сыграл свою роль в сохранении жизни Мурада после свержения, а его убийство отрицательно сказалось бы на репутации его брата-султана Абдул-Хамида II.
Через девять месяцев заключения в Чырагане в состоянии Мурада V наступило улучшение благодаря длительному лечению. В течение первых лет после свержения сторонники бывшего султана трижды пытались освободить его и вернуть на трон: в ноябре 1876 года, во время первой попытки освобождения бывшего султана, были пойманы четверо мужчин (двое из них были иностранцами, вероятно, греками-масонами — людьми Скальери), переодетых в женскую одежду и пытавшихся попасть во дворец; 15 апреля 1877 года вызволить Мурада вновь попытались его братья-масоны, однако он отказался идти с ними. Последняя попытка освобождения бывшего султана была предпринята 20 мая 1878 года, однако основной участник заговора, Али Суави, погиб при странных обстоятельствах; в этом заговоре участвовали несколько единокровных братьев, сестёр и зять Мурада: Ахмед Кемаледдин-эфенди, Сулейман Селим-эфенди, Фатьма-султан, Сениха-султан и её муж Махмуд Джелаледдин-паша. Всё это беспокоило Абдул-Хамида II и привело к тому, что по его приказу вокруг Чырагана был возведён кордон, отделивший дворец от остального города. Тем не менее Мурад жил вполне комфортно, наслаждаясь обществом своей семьи и наложниц. Замкнутый образ жизни, который был вынужден вести бывший султан, давал пищу для многочисленных слухов: иностранная пресса нередко писала о том, что бывший султан томится в заточении, или бежал и был застрелен, или наставляет брата-султана в армянском вопросе. В 1884 году официально было объявлено о смерти Мурада, после чего по приказу Абдул-Хамида II было запрещено упоминать имя его свергнутого брата.
Мурад страдал сахарным диабетом. Брукс пишет, что Мурад умер в возрасте шестидесяти трёх лет 29 августа 1904 года от последствий диабета. Смерть бывшего султана произошла всего за пару дней до наступления двадцать восьмой годовщины заключения во дворце. Бывший султан был похоронен в мавзолее Новой мечети рядом с матерью, умершей ещё в 1889 году.
Описание Мурада в последние годы жизни даёт турецкий историк Недждет Сакаоглу, цитируя слова журналиста и редактора мемуаров Филизтен Ханым-эфенди Зии Шакира и сына губернатора Бурсы Семиха Мюмтаза. Шакир пишет, что «волосы и борода, бросающая на лицо тень печали, были полностью седыми; тело сгорбилось». Семих Мюмтаз в книге «Настоящее, ставшее мечтой» делится наблюдениями врача Ибрагима-паши, который навещал Мурада V на смертном одре: «Больной лежал на кровати с видом на море, опираясь на подушки. Несчастный мужчина, чья слава гремела в былые времена, сейчас в плачевном состоянии. Он еле двигается. Не может свободно дышать. Его лёгкие съедает чахотка!»

## Личность и здоровье
В бытность свою шехзаде Мурад был спокойным, порядочным, отзывчивым, мягким и чутким человеком. Абдул-Хамид говорил о брате, что «он был непредубежденным человеком, ему нравилось встречаться с учёными и сторонниками свободы» и что Намык Кемаль сыграл не последнюю роль в его пристрастии к алкоголю. В детские годы Мурад имел весёлый и общительный характер, однако в 13 лет он переболел лихорадкой, которая лишила его былой радости; кроме того, он стал страдать проблемами с памятью. Со временем стало ясно, что обычно весёлый и любящий шутки Мурад с возрастом впадает в беспокойное состояние. Этот факт не ускользнул от внимания его отца: с пятнадцатилетнего возраста к нему был приставлен доктор-неаполитанец Каполеон-эфенди, завоевавший доверие матери наследника. Однако, поскольку доктор не следил должным образом за состоянием меланхолии и недомоганиями Мурада, его лечение не помогало.
Мурад в султанской семье выделялся своими талантами: он был поэтом, композитором, пианистом, флейтистом, альтистом, игроком на уде и прекрасным плотником, а также проявлял интерес к архитектуре и даже неоднократно заявлял, что если бы не был членом династии, то обязательно стал бы архитектором. Его брат Мехмед VI Вахидеддин говорил: «Нас было восемь братьев; самым ценным среди нас был Мурад; если они поставят его на одну чашу весов, а нас на другую, то та сторона, на которой он есть, будет тяжелее». Свои покои Мурад использовал для того, чтобы основать школу, где обучались его дети, а потом и внуки; своих дочерей он старался воспитывать как европейских принцесс. В заточении Мурад написал мемуары, в которых отдельно описывал дворцовых котов; местонахождение этих мемуаров неизвестно, однако Сакаоглу полагал, что если их не уничтожили, то они хранятся в архивах дворца Йылдыз.
Мурад был чрезвычайно чувствителен к проблемам своей семьи и всегда старался найти для них решение. Так, он поддержал сестру Рефию, когда у неё начались проблемы в браке, а после смерти отца-султана добился выделения другой своей сестре, Сенихе, отдельных покоев во дворце. Позднее в благодарность за заботу Сениха проявит большую преданность брату-султану.

## Семья
Кадын:
- Мевхибе Кадын-эфенди (1835—1936) — главная жена (башкадын); брак заключён в 1857 году.
- Рефтарыдиль Кадын-эфенди (1838—1936) — вторая кадын; брак заключён в 1859 году.
  - Мехмед Селахаддин-эфенди (1861—1915) — имел пятерых жён и потомство[20].
- Шаян Кадын-эфенди (1853—1945) — третья кадын; брак заключён в 1869 году.
  - Хатидже-султан (1870—1938) — была трижды замужем, от второго и третьего браков имела потомство[20].
- Мейлисервет Кадын-эфенди (1854—1891[56]/1903[57]) — четвёртая кадын; брак заключён в 1874 году.
  - Фехиме-султан (1875—1929) — была дважды замужем: первым браком с 12 сентября 1901 года за Али Галибом-пашой (развод 4 ноября 1908), который предположительно ранее развёлся с сестрой Фехиме Хатидже-султан; вторым браком с 5 июня 1910 года за Махмуд-беем[20].

Икбал:
- Ресан Ханым-эфенди (1860—1910) — главная икбал[58]. Брак заключён в 1877 году.
  - Фатьма-султан (1879—1932) — с 29 июля 1907 года была замужем за Рефик-беем и имела потомство[20].
  - Алие-султан (1880—1903)
- Джевхерриз Ханым-эфенди (1860-е — после 1904 или 1940) — бывшая калфа, обучавшая султанских детей французскому языку[59], затем гёзде Мурада V до его восшествия на престол[60] или вторая[53] икбал после его свержения[58]. Позднее была замужем за бывшим бербербаши Абдул-Хамида II Хюсню-беем.
- Невдюрр Ханым-эфенди (1861—1927) — третья икбал; брак заключён в 1880 году[61].[K 3]
- Ремишназ Ханым-эфенди (1863 — до 1904 или после 1934) — четвёртая икбал[58]; брак заключён в 1880-х годах[62].
- Филизтен Ханым-эфенди (ок. 1860—1862 — ок. 1945[63]) — бывшая калфа[64], затем гёзде Мурада V[65] уже после его смещения[66] или четвёртая икбал[53]. Автор мемуаров «28 лет во дворце Чыраган: Жизнь Мурада V» — важнейшего труда, дающего сведения о жизни султана Мурада V[67].

Гёзде и наложницы:
- Тараныдиль-ханым — сестра Рефтарыдиль[20][68][69]. Наложница Мурада V или же Абдул-Азиза[K 4]. Позднее покинула гарем и вышла замуж за Нури-бея[70].
- Гевхери-ханым — гёзде Мурада V уже после его смещения[66]. Турецкий историк Недждет Сакаоглу полагал, что гёзде Гевхери и икбал Джевхерриз в действительности были одной и той же наложницей[58].
- Висалинур-ханым — наложница Мурада V до его восшествия на престол. В правление и после свержения султана нигде не упоминается[71].

Помимо Мехмеда Селахаддина сыновьями Мурада V были умершие в детстве шехзаде Сулейман (р. 1866) и Сейфеттин (р. 1872), однако кто был их матерью, неизвестно.

## Комментарии
1. ↑  Начиная с XVII века, после того, как перестал применяться закон Фатиха, в Османской империи действовал закон Эршед и Экбер, устанавливавший принцип наследования по системе   сеньората — когда наследником становился старший мужчина в семье, будь то сын, брат или племянник султана[16].
2. ↑  Дата брака дана по «Готскому альманаху» и может означать как официальный брак, так и получение официального титула фаворитки[54] или же вхождение в гарем султана[55].
3. ↑  Невдюрр также числилась в архивах как калфа, что может объясняет тем фактом, что партия Единение и прогресс не признавала икбал Мурада его жёнами, чтобы не платить им вдовье жалование[61].
4. ↑  Становление сестёр наложницами одного султана противоречило исламским традициям, поэтому, вероятнее всего, Тараныдиль была в гареме Абдул-Азиза, а не Мурада V[69].